# Llista de topònims de Palau del Vidre
Llista de topònims (noms propis de lloc) de Palau del Vidre (Rosselló).
Informació actualitzada per un bot. Els canvis manuals es perdran quan s'actualitzi!

## edifici
| imatge | Nom                                   | Ubicat a        | instància de | Detalls | coordenades                                                                 | Protecció | Commons (més fotos) | Dades a WD                    |
| ------ | ------------------------------------- | --------------- | ------------ | ------- | --------------------------------------------------------------------------- | --------- | ------------------- | ----------------------------- |
|        | Castell de Palau del Vidre            | Palau del Vidre | edifici      |         | 42° 34′ 19″ N, 2° 57′ 37″ E / 42.571944444444°N,2.9601388888889°E 21.4 msnm |           |                     | Modifica les dades a Wikidata |
|        | Castell de Vilaclara                  | Palau del Vidre | edifici      |         | 42° 34′ 19″ N, 2° 57′ 37″ E / 42.571944444444°N,2.9601388888889°E 21.4 msnm |           |                     | Modifica les dades a Wikidata |
|        | Recinte fortificat de Palau del Vidre | Palau del Vidre | edifici      |         | 42° 34′ 19″ N, 2° 57′ 37″ E / 42.571967°N,2.960184°E 21.3 msnm              |           |                     | Modifica les dades a Wikidata |

## església
| imatge | Nom                                            | Ubicat a        | instància de          | Detalls                                                                                       | coordenades                                                                    | Protecció | Commons (més fotos)                       | Dades a WD                    |
| ------ | ---------------------------------------------- | --------------- | --------------------- | --------------------------------------------------------------------------------------------- | ------------------------------------------------------------------------------ | --------- | ----------------------------------------- | ----------------------------- |
|        | Sant Pere de Vilaclara                         | Palau del Vidre | església Ús: església | Estil: arquitectura romànica Dedicat a: Sant Pere                                             | 42° 33′ 42″ N, 2° 56′ 58″ E / 42.5618°N,2.94947°E Catalunya del Nord 29.7 msnm |           | Église Saint-Pierre de Vilaclara          | Modifica les dades a Wikidata |
|        | Santa Maria i Sant Sebastià de Palau del Vidre | Palau del Vidre | església Ús: església | Estil: arquitectura gòtica Anomenat per: Sant Sebastià màrtir Dedicat a: Sant Sebastià màrtir | 42° 34′ 19″ N, 2° 57′ 37″ E / 42.571944444444°N,2.9601666666667°E 21.4 msnm    |           | Église Saint-Sébastien de Palau-del-Vidre | Modifica les dades a Wikidata |

## riu
| imatge | Nom     | Ubicat a           | instància de | Detalls                                                 | coordenades | Protecció | Commons (més fotos) | Dades a WD                    |
| ------ | ------- | ------------------ | ------------ | ------------------------------------------------------- | --- | --------- | ------------------- | ----------------------------- |
|        | Tanyarí | Palau del Vidre    | riu          | Desemboca: Tec Llarg: 13.3km                            | 42° 29′ 24″ N, 2° 54′ 26″ E / 42.49°N,2.907222222222222°E 42° 34′ 58″ N, 2° 57′ 24″ E / 42.58277777777778°N,2.9566666666666666°E                      |           | Tanyari             | Modifica les dades a Wikidata |
|        | Tec     | Pirineus Orientals | riu          | Desemboca: mar Mediterrània Llarg: 84.1km Conca: 721km² | 42° 35′ 25″ N, 3° 02′ 42″ E / 42.59027778°N,3.045°E 42° 25′ 22″ N, 2° 19′ 20″ E / 42.4229°N,2.3223°E 42° 35′ 21″ N, 3° 02′ 42″ E / 42.5893°N,3.0451°E |           | Tech (river)        | Modifica les dades a Wikidata |

## Misc
| imatge | Nom                                | Ubicat a             | instància de                          | Detalls                                                        | coordenades | Protecció | Commons (més fotos)          | Dades a WD                    |
| ------ | ---------------------------------- | -------------------- | ------------------------------------- | -------------------------------------------------------------- | --- | --------- | ---------------------------- | ----------------------------- |
|        | Vilaclara                          | Palau del Vidre      | veïnat                                |                                                                | 42° 33′ 45″ N, 2° 56′ 55″ E / 42.562583°N,2.948611°E 29.8 msnm                                                    |           |                              | Modifica les dades a Wikidata |
|        | casa de la vila de Palau del Vidre | Palau del Vidre      | instal·lació Ús: seu del govern local |                                                                | 42° 34′ 16″ N, 2° 57′ 39″ E / 42.5710286997603°N,2.96081149712273°E fr:PL DE LA REPUBLIQUE, 66690 PALAU-DEL-VIDRE |           | Town hall of Palau-del-Vidre | Modifica les dades a Wikidata |
|        | cementiri de Palau del Vidre       | Palau del Vidre      | cementiri                             |                                                                | 42° 34′ 00″ N, 2° 57′ 21″ E / 42.5667°N,2.9557°E                                                                  |           |                              | Modifica les dades a Wikidata |
|        | estació de Palau del Vidre         | Palau del Vidre      | antiga estació de ferrocarril         |                                                                | 42° 34′ 24″ N, 2° 57′ 53″ E / 42.5732°N,2.9647°E                                                                  |           |                              | Modifica les dades a Wikidata |
|        | estadi Georges Vaills              | Palau del Vidre      | estadi instal·lació esportiva         |                                                                | 42° 34′ 34″ N, 2° 58′ 04″ E / 42.57603°N,2.96775°E fr:ZONE ARTISANALE 66690 Palau-del-Vidre                       |           |                              | Modifica les dades a Wikidata |
|        | llac de Sant Martí                 | Palau del Vidre      | llac                                  |                                                                | 42° 34′ 47″ N, 2° 57′ 27″ E / 42.5798°N,2.9576°E                                                                  |           |                              | Modifica les dades a Wikidata |
|        | pont ferroviari sobre el Tec       | Elna Palau del Vidre | pont ferroviari                       | Travessa: Tec Hi passa: Línia de Narbona a Portbou Llarg: 245m | 42° 34′ 59″ N, 2° 57′ 42″ E / 42.5830892°N,2.9615326°E                                                            |           |                              | Modifica les dades a Wikidata |